# آنتونیو والنسیا
لوئیس آنتونیو والنسیا موسکرا (اسپانیایی: Luis Antonio Valencia Mosquera‎؛ زادهٔ ۴ اوت ۱۹۸۵) بازیکن فوتبال پیشین اهل اکوادور است. از وی به عنوان یک بازیکن با قدرت بدنی بالا و سریع بودن یاد می‌شود او سال ۲۰۱۷ پس از جدایی وین رونی از منچستر یونایتد کاپیتان دوم بود اما به دلیل اینکه کاپیتان اول تیم مایکل کریک بیشتر بازی‌ها را روی نیمکت بود او ۳۹ بازی فصل پیش را کاپیتان بود پس از خداحافظی مایکل کریک از فوتبال در سال ۲۰۱۸ او به عنوان کاپیتان نخست منچستر یونایتد انتخاب شد.او در سال ۲۰۲۱ در سن ۳۵ سالگی از دنیای فوتبال خداحافظی کرد.

## زندگی حرفه‌ای
والنسیا در ۳۰ ژوئن ۲۰۰۹ به منچستر یونایتد پیوست.